# Осада Амиса
Осада Амиса (72—71 до н. э.) — осада римскими войсками понтийского города Амиса в ходе Третьей Митридатовой войны.
В начале Третьей Митридатовой войны понтийцы потерпели поражение и были вынуждены отступить обратно в Понт. Армия Митридата VI потерпела ещё одно поражение при Кабире, а сам Митридат нашёл убежище у своего зятя армянского царя Тиграна. Между тем римские войска под командованием Лукулла занялись осадой многочисленных понтийских городов и крепостей, которая продолжалась с 71 по 70 гг. до н. э.

## Предыстория
К 72 году до н. э. Митридат потерял почти всю армию, с которой начал очередную войну с Римом. После этого ночью он бежал на кораблях в Парос, направив войско в Лампсак; в пути его армия сильно поредела из-за перехода через разлившуюся реку Эсеп и нападений отрядов римлян.
Войска римлян быстро овладели Вифинией, а флот, разгромив понтийцев в Эгейском море, смог выйти в Понт Эвксинский. Митридат расположил гарнизоны в сопредельных городах, после чего отошёл к городу Кабира во внутренних районах Понта. Оттуда он разослал послов к Тиграну, своему сыну Махару и скифам, одновременно стягивая войска и вербуя местное население.
Лукулл продолжал наступление, вторгнувшись в Понт. Он не надеялся на быстрый захват Гераклеи, Синопы и Амиса, поэтому с большей частью армией направился в Каппадокию. В понтийских городах и крепостях были поставлены гарнизоны, задачей которой было удержаться до прибытия Митридата.

## Силы сторон

### Понтийцы
Древние авторы не упоминают о наличии чужеземного гарнизона в Амисе, которые были в Аполлонии, Гераклее и Синопе, городах Вифинии и укреплённых поселениях Понта. Однако историк М. И. Максимова считает, что такой гарнизон также был и в Амисе, и практика внедрения чужеземных гарнизонов была повсеместной. Митридат в течение осады отправлял в Амис и подкрепления из своих войск. Руководил обороной Амиса стратег Каллимах. Его происхождение неизвестно. По мнению Рейнака, он был уроженцем Амиса, однако прямых свидетельств нет.

### Римляне
Точное количество римских солдат, осаждавших Амис, неизвестно. К началу кампании 72 года до н. э. римская армия насчитывала 18 000 — 30 000 пехотинцев и 1 600 всадников. Общее командование осуществлял Луций Лициний Лукулл. В дальнейших действиях он разделил свою армию на несколько отрядов, которые были отправлены осаждать понтийские города и крепости, а сам он с основными силами двинулся против Митридата. После победы над Митридатом Лукулл с основными силами подступил к Амису.

## Осада

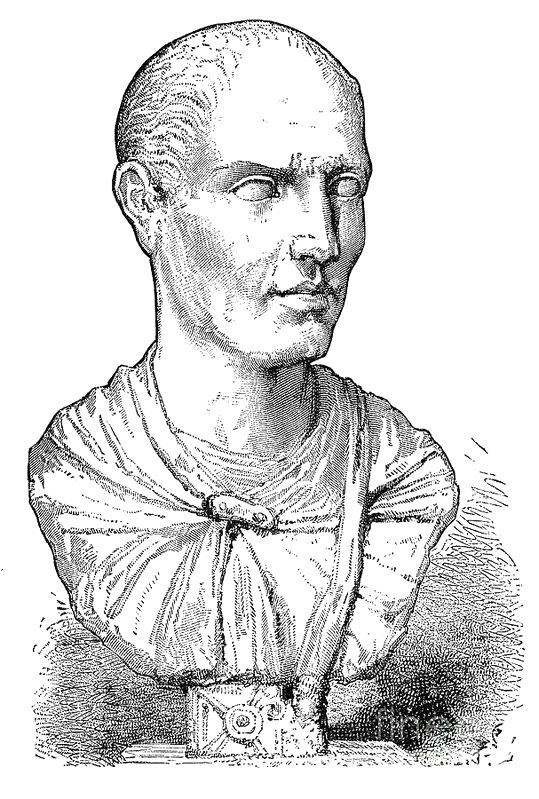
Луций Лициний Лукулл

Лукулл лично начал осаду Амиса летом 72 года до н. э., здесь он провёл зиму и затем отправился против Митридата, поручив ведение осады Мурене. Согласно Аппиану, военные действия у Амиса, расположенной рядом Евпатории и Фемискиры с самого начала приняли ожесточённый характер. Плутарх же писал, что Лукулл вёл осаду «не очень энергично» до своего убытия. О том, что осада протекала без серьёзных столкновений, писал и Саллюстий в одном из сохранившихся фрагментов своего труда «История». Вероятно, Лукулл дал отдыху своему войску, одержавшему ряд побед над Митридатом, перед предполагаемым решительным сражением с ним.
На этом этапе римляне не блокировали город полностью. Митридат, находясь в Кабире, мог поставлять в город через Фарнакию по морю продовольствие, оружие и солдат. Осада после отъезда Лукулла приняла ожесточённый характер. Защитники Амиса успешно сопротивлялись благодаря Каллимаху, изобретавшим новые хитрости, наносившие римлянам большой урон. Когда Лукулл после победы над Митридатом при Кабире вновь подступил к Амису, Каллимах ответил отказом на предложение сдаться.
В конце концов Лукуллу удалось взять город с помощью хитрости: он начал штурм в то время, когда римляне обычно обедали, а защитники города утрачивали бдительность.

## Последствия
Падение Амиса было значительным событием в ходе Митридатовых войн. В 67 году до н. э. Митридату удалось вернуть большую часть Понта. При этом неизвестно, перешли ли приморские города, в том числе Амис, снова на его сторону. Однако успехи Митридата были кратковременны, и в 65 году до н. э. Гней Помпей одержал победу над понтийцами, после которой их царь бежал. Весной 64 года до н. э., находясь в Амисе, Помпей занимался организацией завоёванных территорий. Город Амис продолжал оставаться де-юре независимым полисом под римским протекторатом и вошёл в состав созданной Помпеем провинции Вифиния и Понт.